# KBS 제주어 창작동요대회
KBS 제주어 창작동요대회는 2011년에 시작되어 2012년에 폐지된 대한민국의 창작동요경연대회이다.
KBS 제주어 창작동요대회는, 유네스코가 지정한 사라져가는 언어로 우리의 사투리인 제주어가 포함되어 있어, 사라져가는 제주어의 보존과 그 언어의 아름다움을 표현하고자 KBS 제주방송총국에서 기획되었던 동요제이다.
이 대회는, 저조한 보급률 및 예산 부족으로 인한 쇠퇴로 인해, 2012년 제2회를 끝으로 폐지되었으며, 이후 KCTV에서 주최하는 KCTV 제주어 창작동요제로 명맥을 이어가고 있으나, 별개의 대회로 개최되고 있다.

## 역대 대상 수상곡
| 회차  | 연도   | 곡명                      | 작사   | 작곡   | 노래                                 |
| ----- | ------ | ------------------------- | ------ | ------ | ------------------------------------ |
| 제1회 | 2011년 | 조아마시                  | 박정필 | 김드리 | 늘해랑중창단(중창)                   |
| 제2회 | 2012년 | 메기독닥 (아무 것도 없어) | 박희순 | 윤학준 | 차향기(경기 광주 오포초등학교 3학년) |

## 역대 동요제 수상자
- 2011년 제1회 KBS 제주어 창작동요대회
  - 대상, 최우수작사상 : 조아마시 (박정필 작사, 김드리 작곡)〈늘해랑 중창단(김우주 외 7명)〉
  - 최우수작곡상 : 자장가 (정은주 작사, 정인숙 작곡)〈정서로〉
  - 최우수작사상, 우수상 : 조아마시 (박정필 작사, 박주만 작곡)〈노래마을 아이들(이윤서 외 5명)〉
  - 인기상 : 올레 걷기 (홍수안 작사, 전선 작곡)〈한채연〉
  - 우수상
    - 불란지 (황보은 작사, 김영민 작곡)〈임진호〉
    - 올레에 왕 오름에 강 (김영지 작사, 임수연 작곡)〈이민서〉
    - 콩콩콩 (박정필 작사, 염경아 작곡)〈지승현, 김효원〉
    - 느영나영 곱을락 놀이 (이현숙 작사, 김희정 작곡)〈하늘소리 중창단(송지연 외 5명)〉
    - 시껌둥이 (황정아 작사, 박수연 작곡)〈러브엔젤스 중창단(장혜윤 외 7명)〉
    - 돌하르방 (김보연 작사, 김명진 작곡)〈현서원〉
    - 바농 (이광휘 작사, 조혜진 작곡)〈큐티엔젤스 중창단(황영인 외 5명)〉
    - 어머니 (박현진 작사, 진성호 작곡)〈애기나리 중창단(최창연 외 5명)〉

- 2012년 제2회 KBS 제주어 창작동요대회
  - 대상, 작곡부문 최우수상 : 매기독닥[아무것도 없어] (작사 : 박희순, 작곡 : 윤학준) <차향기(광주 오포초 3)>
  - 노랫말부문 최우수상 : 느영고찌[너랑 같이] (작사 : 박순동, 작곡 : 정인숙) <홍서영(전주 교대군산부설초 5)외 5명(강윤, 최주영, 이한울, 조재이, 탁은서)>
  - 가창부문 최우수상 : 어욱고장[억새꽃] (작사 : 박순동, 작곡 : 정인숙) 노래 : 이정빈(군산 용문초 5) - 가창부문 최우수상
  - 우수상
    - 어떵허코?[어떡하지?] (작사 : 박순동, 작곡 : 김춘남) <임은성(경남 양산 황산초 2)>
    - 제주바당 이어도 사나[제주바다 이어도 사나] (작사/곡 : 박주만) <유지우(전주 중산초 6) 외 5명(이미르, 허원준, 황세림, 문정, 최은영)>
    - 빙섹이[빙긋이] (작사 : 박순동, 작곡 : 정성우) <김가윤(창원 용마초 5)>
    - 먹돌세기[조약돌] (작사 : 김영기, 작곡 : 이재성) <조혜원(전주 서문초 6)>
    - 베또롱[배꼽] (작사 : 이광휘, 작곡 : 김재한) <김규리(대구 영신초 4)외 5명(임현진, 서연지, 오아현, 이지현, 김소연)>
    - 재열덜의 운동훼[매미들의 운동회] (작사 : 김미애, 작곡 : 김세은) <꿈을 그리는 소리요정(유민기(청주 솔밭초 6)외 5명(목영준, 한지수, 유채린, 권용희, 권민지))>
    - 곱을락[숨바꼭질] (작사/곡 : 권미현) <한도헌(청주 새터초 3)>
    - 지꺼진 시상[기쁜 세상] (작사/곡 : 조혜진) <이민지(전주 문학초 6)외 5명(박준희, 황은수, 신예진, 김고은, 유채연)>
    - 개똥버랭이(불란지)[개똥벌레] (작사 : 신계종, 작곡 : 이기경) <김동현(서울 대도초 6)>

## 같이 보기
KBS 창작동요대회